# Kōtetsu (tàu bọc thép Nhật)
Kōtetsu (甲鉄 (Giáp Thiết) đúng nghĩa là "Bọc thép) sau này đổi tên là Azuma (東 "Đông") là tàu chiến bọc thép đầu tiên của Hải quân Đế quốc Nhật Bản. Đóng tại Bordeaux, Pháp vào năm 1864 cho Hải quân Liên minh Hoa Kỳ dưới tên gọi CSS Stonewall. Nó được chính phủ Nhật mua lại từ Hoa Kỳ vào tháng 2 năm 1869 dưới dạng tàu bọc thép mang mũi đâm tàu. Kōtetsu đóng vai trò quan trọng trong trận Hải chiến vịnh Hakodate và tháng 5 năm 1869 giúp đánh giấu sự kết thúc cuộc chiến tranh Minh Trị Duy tân và ổn định sự hình thành của cuộc Duy Tân Minh Trị
Con tàu cùng lớp của nó chiếc Cheops được bán cho Hải quân Phổ, trở thành tàu Prinz Adlbert .

## Nguồn gốc

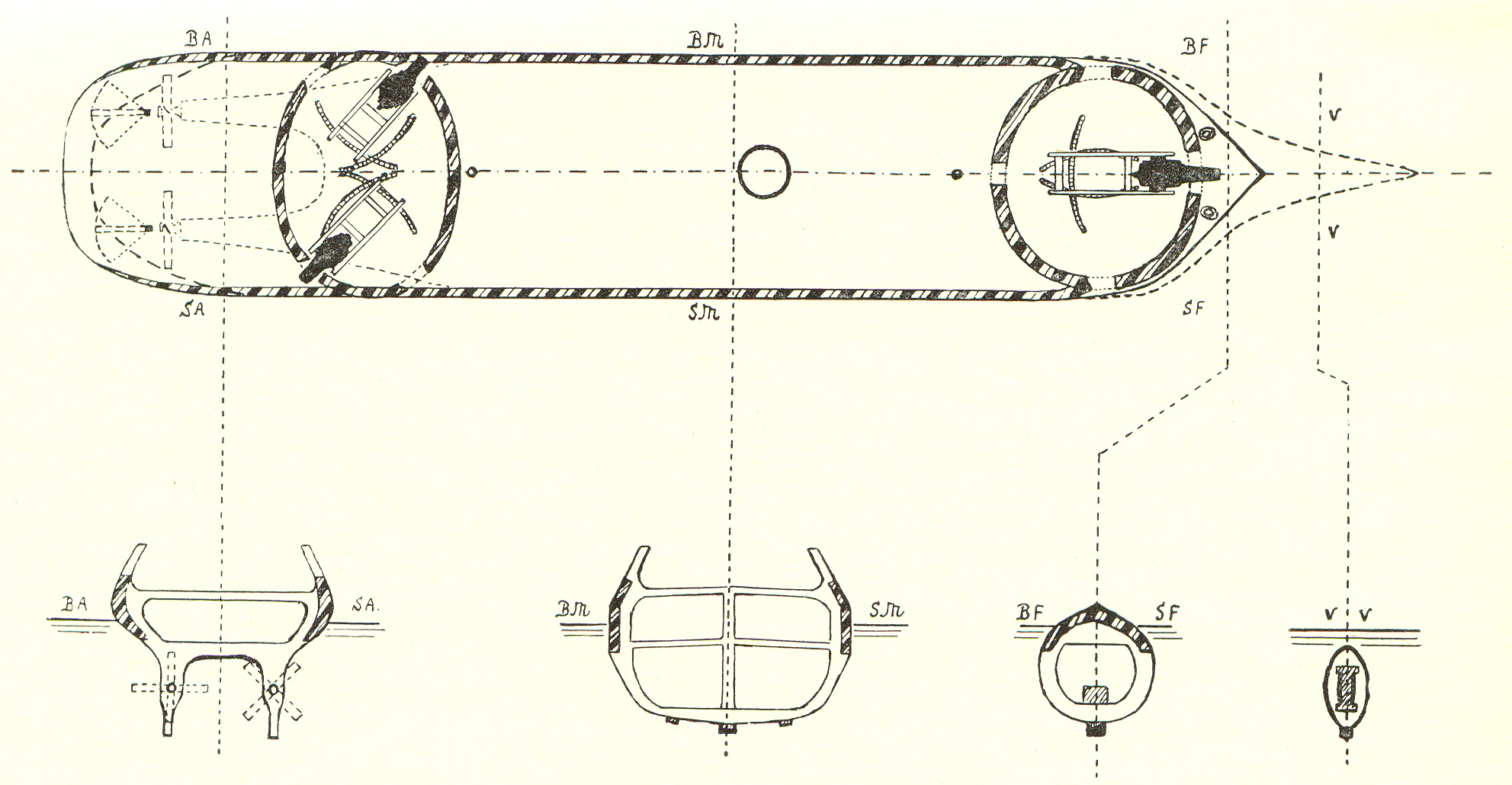
Kế hoạch

## Sự nghiệp dưới tên CSS Stonewall

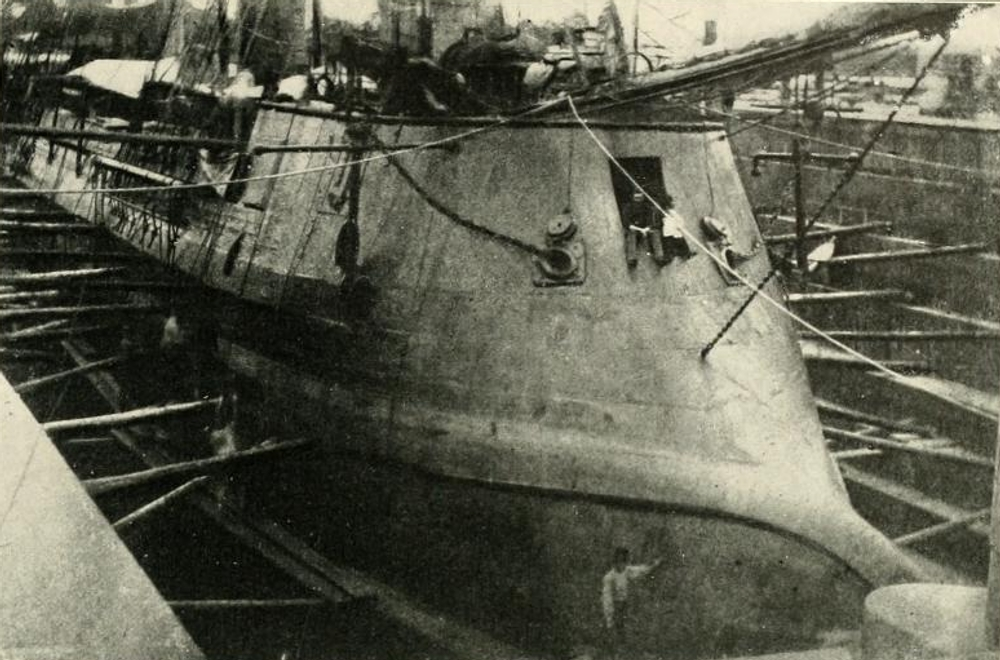
Mũi tàu

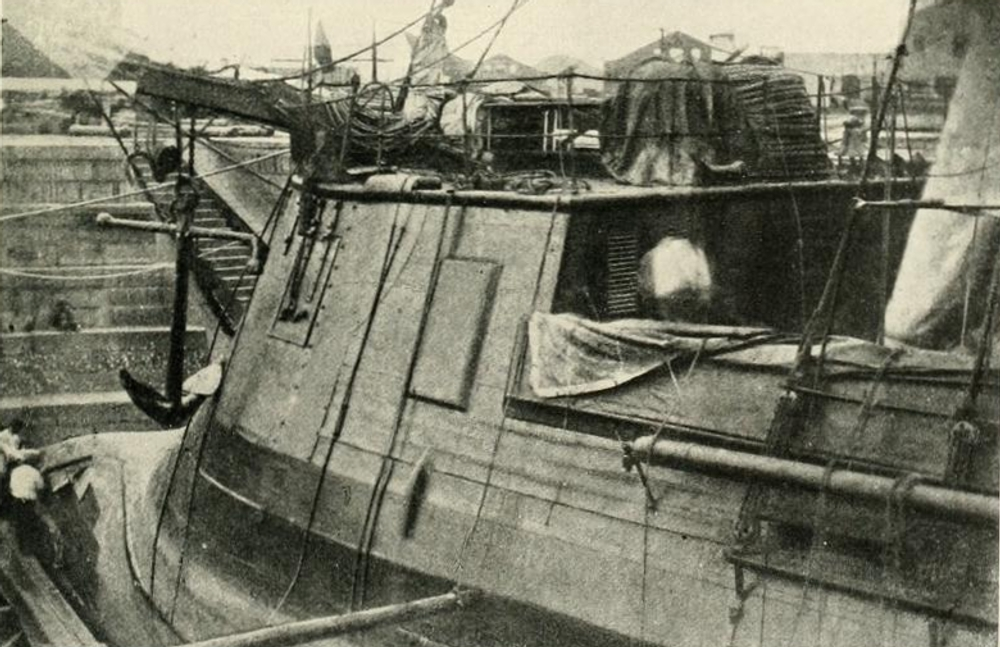
Cận cảnh

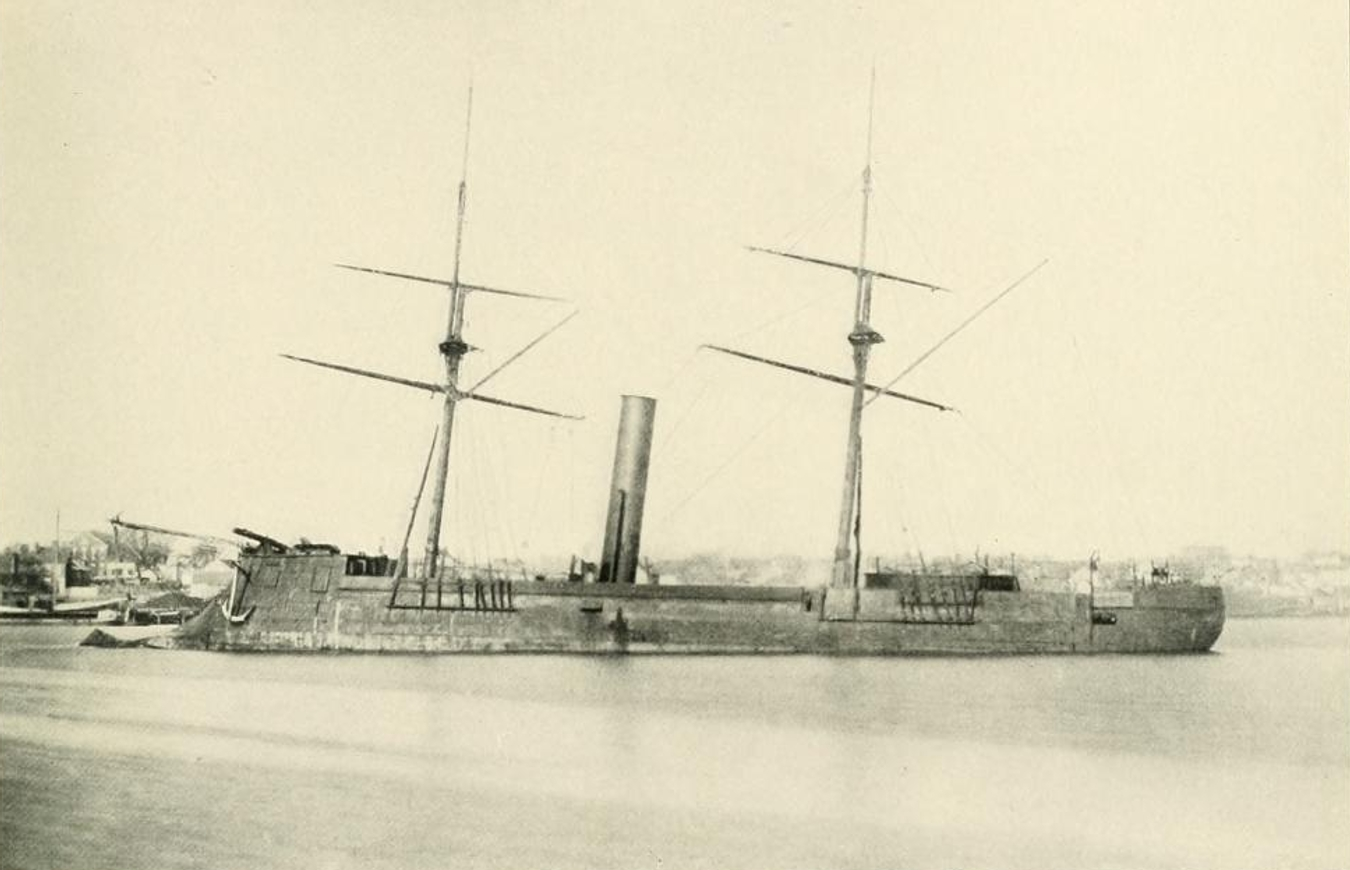
Góc nhìn ngang

## Sự nghiệp ở Nhật

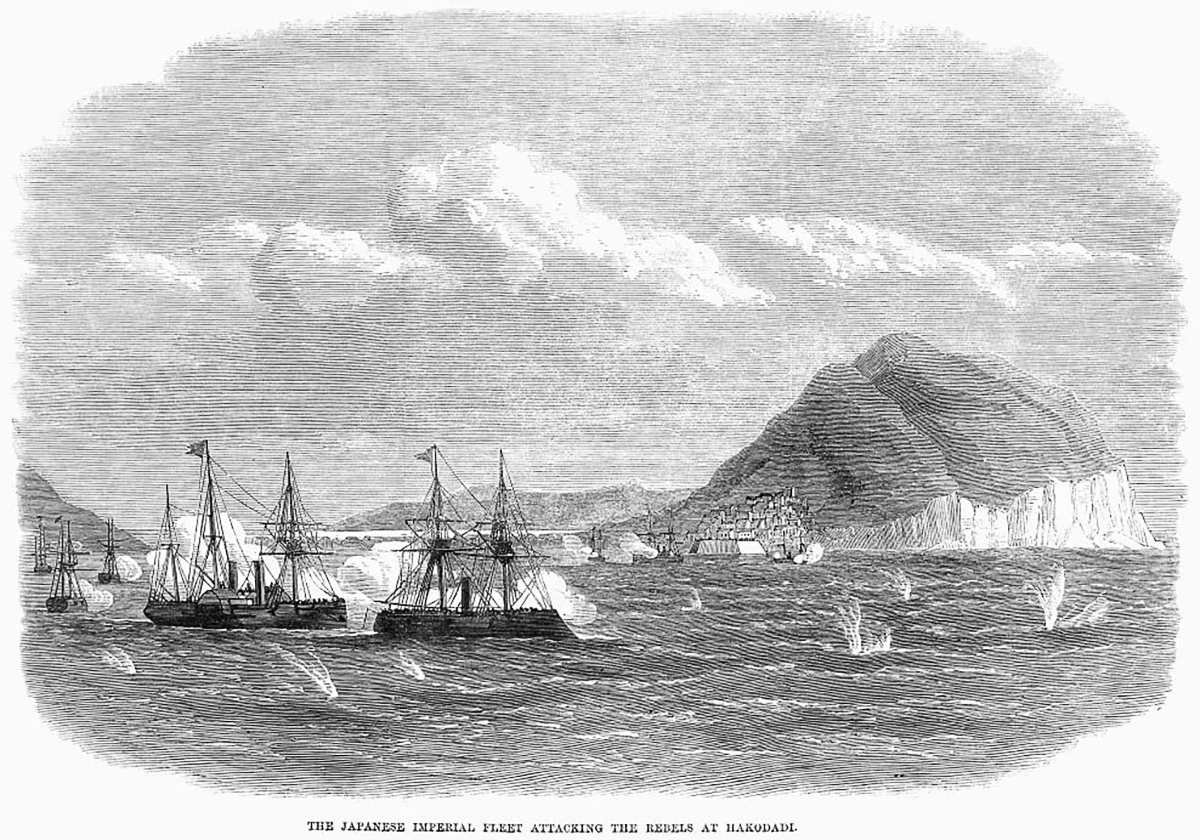
Kōtetsu dẫn đầu chiến tuyến, tại Trận hải chiến Hakodate.